# جوانا فرانک
جوانا فرانک (به انگلیسی: Joanna Frank) (زاده ۱۹۴۱) بازیگر آمریکایی است.
از فیلم‌های معروف او می‌توان به بازی در فیلم های هر چی خواستی بگو، آمریکا، آمریکا اشاره کرد.